# Begonia rubricaulis
Begonia rubricaulis es una especie de planta perenne perteneciente a la familia Begoniaceae. Es originaria de Sudamérica.

## Descripción
Es una hierba que se encuentra en Bolivia en Chuquisaca, Tarija y La Paz y en Argentina en Jujuy en las laderas rocosas de la Cordillera de los Andes a una altitud de 2000 a 3000 metros.

## Taxonomía
Begonia veitchii fue descrita por William Jackson Hooker y publicado en Botanical Magazine 70: pl. 4131. 1844.
Etimología
Begonia: nombre genérico, acuñado por Charles Plumier, un referente francés en botánica, honra a Michel Bégon, un gobernador de la excolonia francesa de Haití, y fue adoptado por Linneo.
rubricaulis: epíteto latino de las palabras ruber = "rojizo" y caulis = "tallo" que alude a sus tallos de color rojizo.
Sinonimia
- Begonia rubricaulis var. volcanensis L.B.Sm. & B.G.Schub.
- Huszia rubricaulis (Hook.) Klotzsch[4]